# Characidium macrolepidotum
Characidium macrolepidotum és una espècie de peix de la família dels crenúquids i de l'ordre dels caraciformes.

## Morfologia
- Els mascles poden assolir 6,1 cm de llargària total.
- Nombre de vèrtebres: 36.[6]

## Hàbitat
Viu en zones de clima tropical.

## Distribució geogràfica
Es troba a Sud-amèrica: Brasil.